# Famille de Duras
Pour les articles homonymes, voir Duras.
Ne pas confondre avec les Duras (en italien : Durazzo) branche de la maison capétienne d'Anjou-Sicile.
Pour un article plus général, voir Maison de Durfort.
La famille de Duras appartient à la maison de Durfort, dont les possessions, dès le XIe siècle, s'étendaient de l'Agenois (Duras) et du Quercy, jusqu'à Narbonne. Foulques de Durfort, seigneur du château de Durfort, au diocèse de Narbonne, vivait vers l'an 1050.

## Généralités
Les seigneurs de Clermont et de Duras, marquis de Blanquefort, comtes de Rauzan, en 1625, puis de Montgommery, barons de Pujols, de Cypressac et de Laudrouet, créés, en 1609, marquis, puis, en mai 1668, ducs de Duras, pairs de France, sont connus en Quercy par un grand nombre de chartes isolées dont la plus ancienne est de l'année 1063 ; mais leur filiation n'est établie d'une manière certaine qu'à partir de l'année 1305, époque à laquelle vivait Arnaud de Durfort, co-seigneur de Clermont, époux de Marquise, Marquèse ou Marquesie de Goth ou Gout, fille d'Arnaud-Garcie de Goth, vicomte de Lomagne et d'Auvillars, et nièce du pape Clément V. Ce fut par suite de ce mariage que la maison de Durfort hérita de Bertrand de Goth pour les terres de Duras, de Blanquefort, de Puyguilhem et de Monségur.
Cette branche, dont les auteurs figuraient parmi les hauts barons de la Guyenne, est intervenue dans toutes les affaires importantes de cette province, aussi bien du temps de la domination des Plantagnêts que par la suite, après son rattachement au domaine royal, et les seigneurs de Duras ont souvent figuré dans les traités conclus entre ces deux puissances.
De cette branche sont sortis :
- un sénéchal de Guyenne au service du duc de Guyenne (également par ailleurs roi d'Angleterre,
- un gouverneur de Calais, en 1453, chevalier de l'ordre de la Jarretière, chambellan du duc de Bourgogne en 1470, rétabli dans, ses biens en France par Louis XI en 1476 ;
- un capitaine de 1 000 fantassins à la bataille de Ravenne en 1512, gouverneur de la personne de Henri d'Albret, roi de Navarre ;
- un capitaine de 50 lances à la même bataille (frère du précédent), nommé gouverneur de Crémone, en 1512 ;
- un colonel des légionnaires de « Guienne », gentilhomme ordinaire de la chambre du roi, tué au siège d'Orléans (1563), en 1563, « sous la bannière » des calvinistes, dont il avait embrassé le parti ;
- un ambassadeur du roi de Navarre (depuis Henri IV de France) vers le pape Grégoire XIII, en 1573 ;
- un capitaine de 50 hommes d'armes des ordonnances du roi, conseiller d'État d'épée en 1609 ;
- un capitaine des gardes de Jacques II, roi de la Grande-Bretagne, général de ses armées, chambellan de la reine douairière d'Angleterre et chevalier de l'ordre de la Jarretière en 1685 ;
- cinq chevaliers des ordres du Roi,
- trois maréchaux de France,
- des maréchaux des camps et brigadiers des armées du roi et plusieurs mestres-de-camp et autres officiers supérieurs.

## Membres notables de la famille
- Gaillard IV le proscrit[5] de Durfort (1419-1481), qui rend hommage pour Duras en 1452 au roi Charles VII, puis prend le parti d'Henri VI d'Angleterre qui le fait gouverneur de Calais. Il s'établit en Angleterre où il épouse Anne de La Pole, fille de Guillaume, duc de Suffolk
- Jean de Durfort (†1520).
- François Armand de Durfort (vers 1494-février 1525).
- Armand de Durfort, sans descendance.
- Symphorien de Durfort (vers 1523-mort le 12 mars 1563), fils de François Armand de Durfort, seigneur de Blanquefort et de Duras. Capitaine calviniste dès 1560. En 1562, il échoue à s'emparer du château Trompette à Bordeaux ; Blaise de Monluc le poursuit en Périgord et le bat à la bataille de Vergt[6]. Il est tué pendant le siège d'Orléans.
- Jean de Durfort (mort 1587), fils de Symphorien de Durfort, vicomte de Duras, sans descendance.
- Jacques de Durfort (baptisé le 21 février 1547-3 avril 1626), fils de Symphorien de Durfort, comte de Rauzan, baron de Villandraut, marquis de Duras en 1609, baron de Blanquefort, seigneur de Pujols.
- Guy Aldonce Ier de Durfort (1605-1665), comte de Lorge, marquis de Duras, fils de Jacques de Durfort (1547-1626), marquis de Duras, et de Marguerite de Montgomery, dame de Lorge
- Jacques Henri de Durfort (1625-1704), 2e duc de Duras, (1625-1704), maréchal de France
- Jacques Henri II de Durfort, 2e duc de Duras, (1670-1697), mestre de camp de cavalerie, duc de Duras par démission de son père en 1689, fils de Jacques Henri Ier époux de Louise Madeleine Eschalart fille de Henri Robert Eschallart[7]
- Jean-Baptiste de Durfort, 3e duc de Duras, (1684-1770), maréchal de France, fils de Jacques Henri Ier
- Emmanuel Félicité de Durfort, 4e duc de Duras, (1715-1789), maréchal de France et académicien, fils de Jean-Baptiste.
- Emmanuel-Céleste Augustin de Durfort, (1741-1800), 5e duc de Duras, maréchal de camp, fils d'Emmanuel Félicité
- Amédée-Bretagne-Malo de Durfort, 6e duc de Duras, (1771-1838), pair de France, fils d'Emmanuel Céleste
- Guy Aldonce II de Durfort, 1er duc de Lorges, (1630-1702), maréchal de France en 1676, frère du premier duc de Duras, auteur de la branche de Lorges

- Louis de Duras, un autre frère, comte de Feversham, favori de Charles II d'Angleterre (1641-1709) ;
- Marie de Durfort (1648-1689), « Mademoiselle de Duras », sœur de Jacques Henri, dame d'atours de la duchesse d'Orléans ;
- Claire de Coëtnempren de Kersaint, duchesse de Duras, écrivain français (1778-1828).

## Galerie de portraits

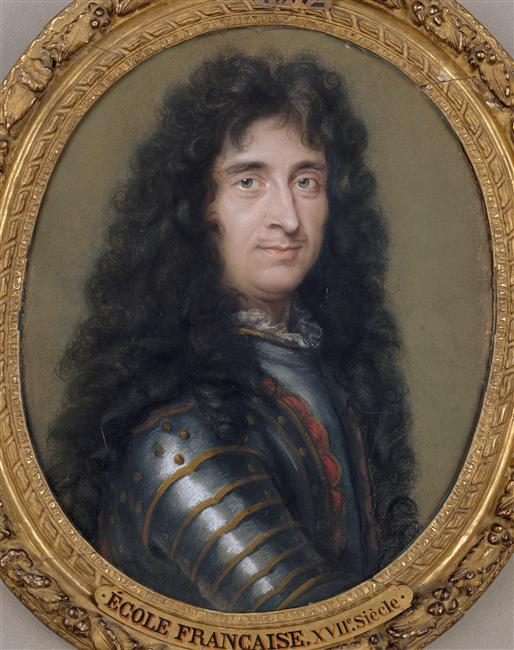
Jacques Henri de Durfort 2e duc de Duras, (1625-1704), maréchal de France
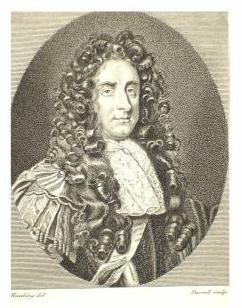
Louis de Durfort (1641-1709), « lieutenant-general, colonel of His Majesty's Own Troop of Horse Guards, lord-lieutenant of Kent », capitaine des gardes du corps du roi Jacques II, général, grand chambellan de la reine douairière
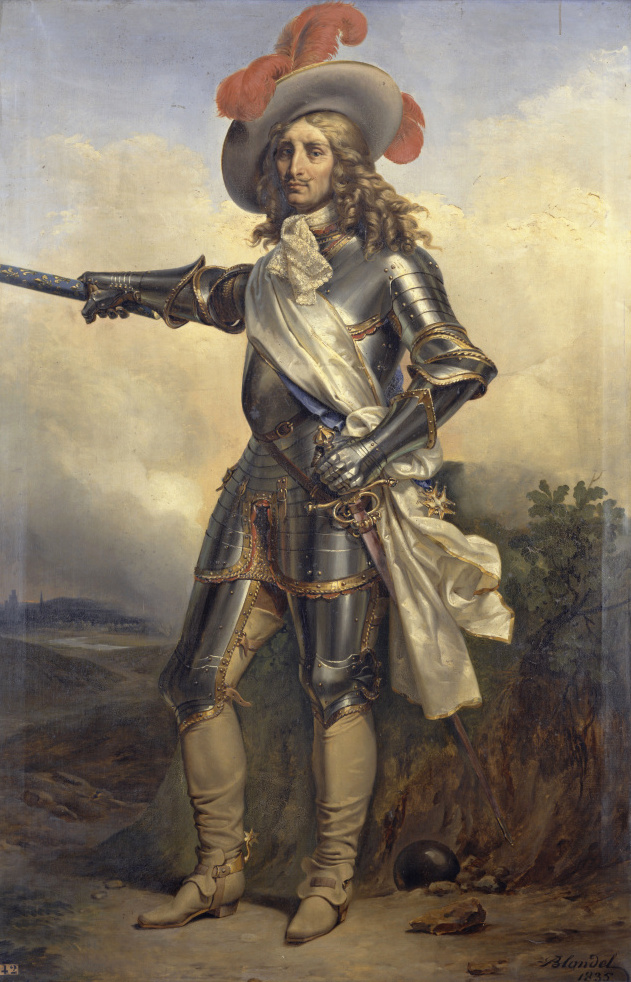
Guy Aldonce II de Durfort, 1er duc de Lorges, (1630-1702), maréchal de France
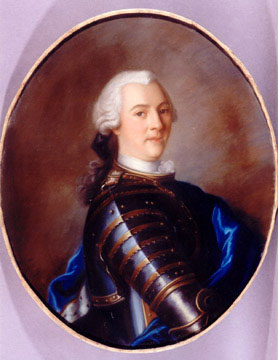
Emmanuel Félicité de Durfort, 4e duc de Duras, (1715-1789), maréchal de France et académicien, fils de Jean-Baptiste.
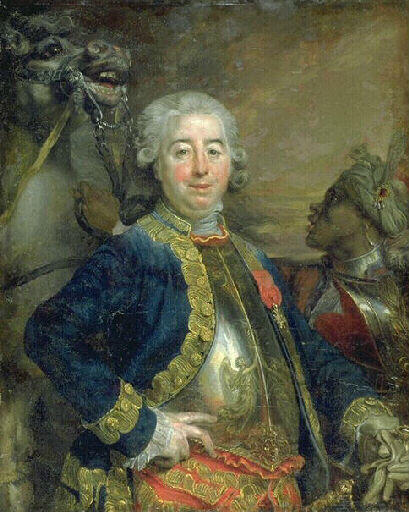
Emmanuel-Céleste de Durfort (1741-1800), duc de Duras
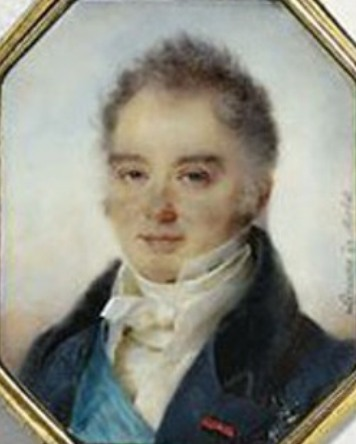
Amédée-Bretagne-Malo de Durfort (1771-1838), 6e duc de Duras
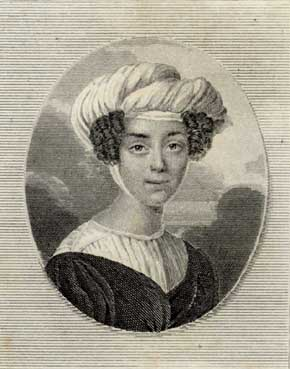
Claire de Coëtnempren de Kersaint (1778-1828), duchesse de Duras

## Arbre généalogique descendant

### Alliances notables
Les Durfort de Duras se sont alliés aux :
- Maison de Gout

Famille de Madaillan
Maison de Caumont
Maison de Talleyrand-Périgord
Maison de Lomagne-Fimarcon
Famille de la Lande-la-Brède
- Famille de la Pole, ducs de Suffolk en Angleterre
Famille du Puy-du-Fou
Famille de Saint-Gelais
Famille Angevin de Rauzan
- Maison de Foix-Rabat
- Famille de Rivière-Labatut
- Famille de Lustrac
- Maison d'Espagne
- Famille de Gontaut-Biron
- Famille de Belleville (Harpedanne)
- Famille Cauchon de Maupas
Maison de Gramont d'Aster
Famille Chabot de Jarnac
- Famille de Montgommery
Maison de La Tour (d'Auvergne)-Bouillon
- Famille Sondes de Feversham
- Famille de Bourbon-Malause
Maison de La Rochefoucauld-Roye
Maison de Lévis-Ventadour
Famille de La Porte-Mazarini
Bonne-Créquy-de-Lesdiguières
- Famille Eschalart de La Marck
Maison de Lorraine-Lambesc
Famille Pignatelli d'Egmond
Maison de Bournonville
Famille de Fitz-James
Maison d'Aumont
- Famille de Hautefort-Surville

## Titres
- Marquis de Duras (février 1609)
- Comtes de Rauzan (25 octobre 1625)
- Ducs de Duras
- Baron Duras (en) (pairie d'Angleterre, 19 janvier 1673–1709),
- 2e Comte de Feversham (en) (pairie d'Angleterre, 1677–1709),

## Châteaux, seigneuries, terres

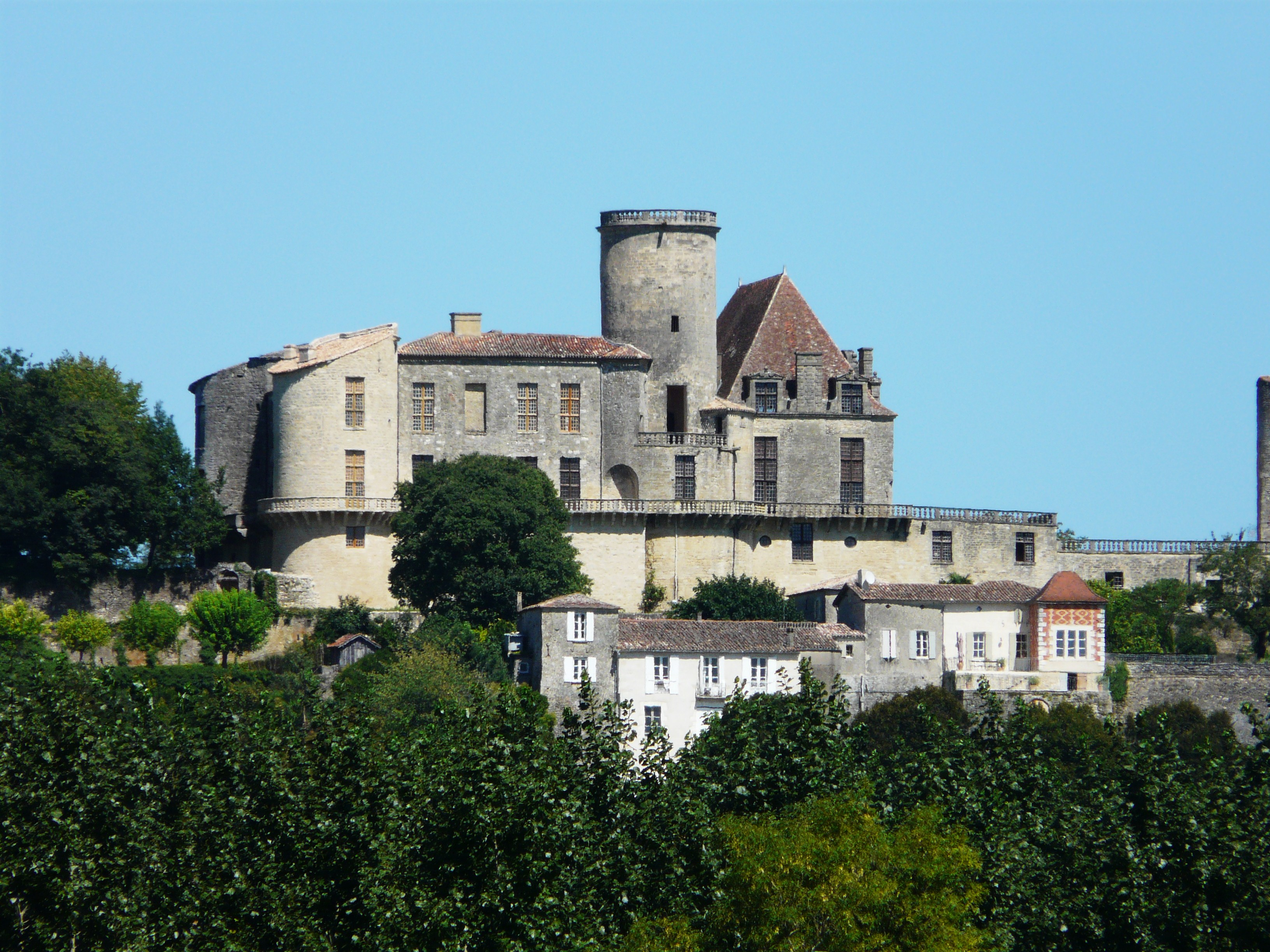
Château de Duras
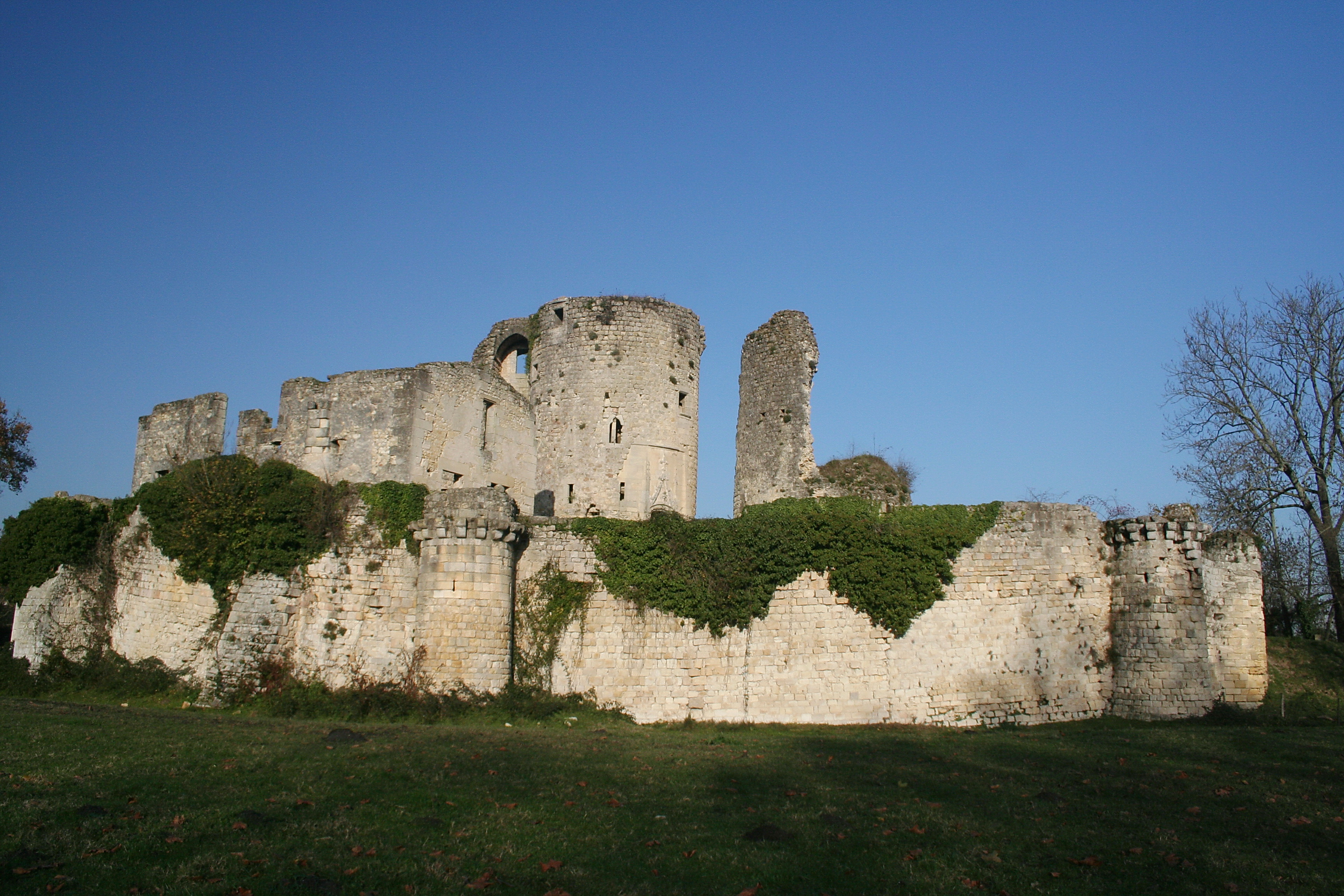
Château de Blanquefort
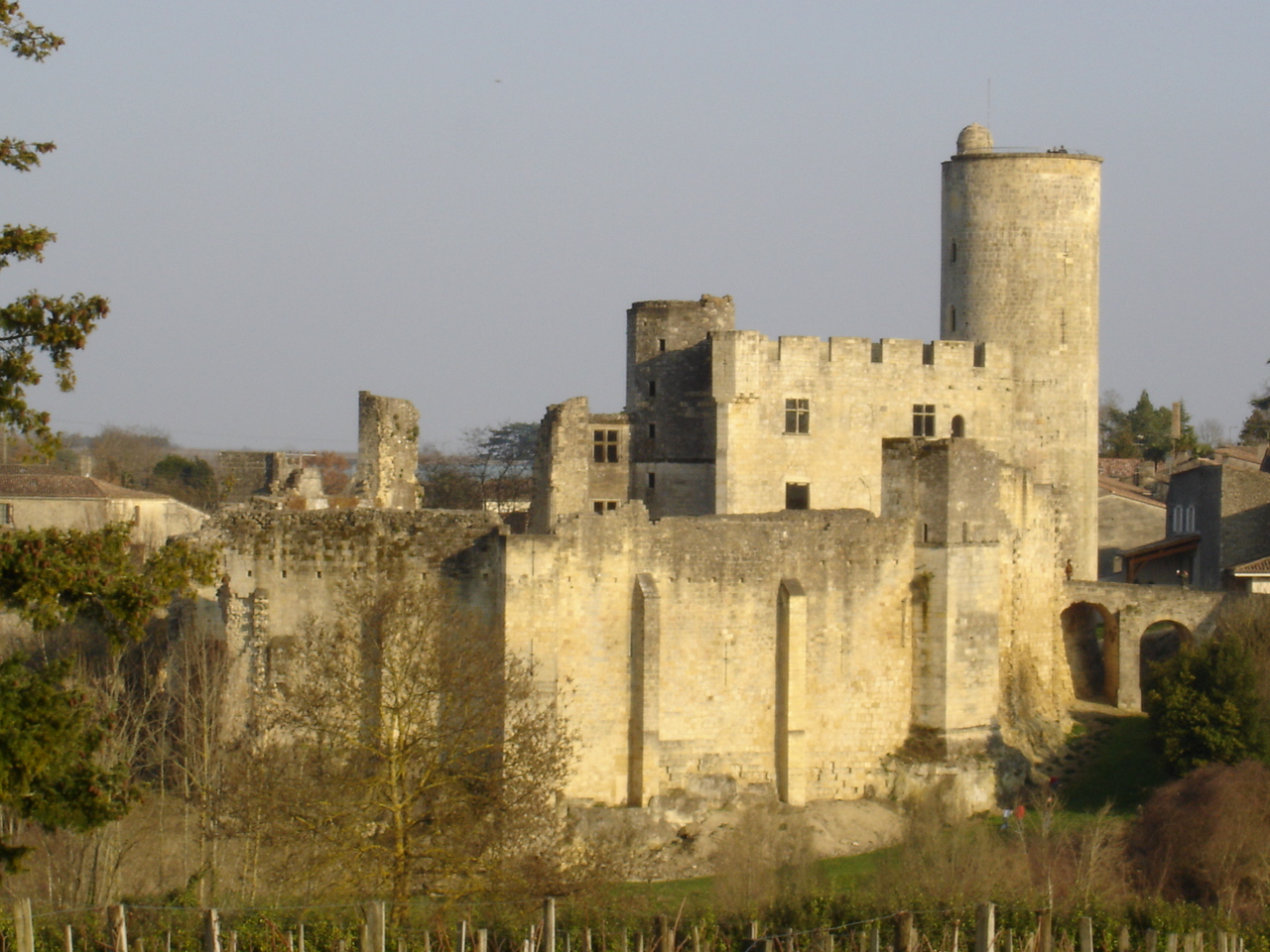
Château de Rauzan
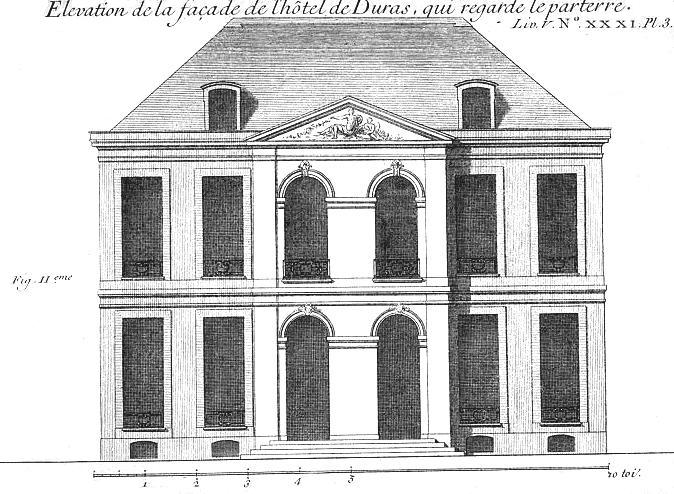
Hôtel de Duras (Place des Vosges)
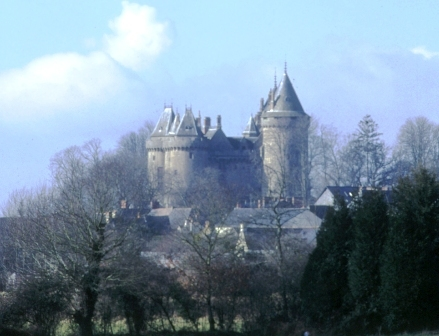
Château de Combourg

## Armoiries
| Image | Armoiries |
| ----- | --- |
|       | Écartelé: aux 1 et 4, d'argent, à la bande d'azur (de Durfort) ; aux 2 et 3, de gueules, au lion d'argent (Lomagne),. Tenantsdeux anges. |
|       | Louis (de Durfort) de Duras (1641-1709), marquis de Blanquefort (Gironde), Baron Duras (en), 2e Comte de Feversham (en), chevalier de la Jarretière (1685, brevet no 496) Écartelé: aux 1 et 4, d'argent, à la bande d'azur (de Durfort) ; aux 2 et 3, de gueules, au lion d'argent (Lomagne), au lambel de gueules en chef, brochant sur les deux premiers quartiers. |

## Pour approfondir